# Invergarry
Invergarry är en ort i Storbritannien.   Den ligger i kommunen Highland och riksdelen Skottland, i den nordvästra delen av landet, 700 km nordväst om huvudstaden London. Invergarry ligger 60 meter över havet och antalet invånare är 438.
Terrängen runt Invergarry är huvudsakligen kuperad. Invergarry ligger nere i en dal. Runt Invergarry är det mycket glesbefolkat, med 2 invånare per kvadratkilometer. Närmaste större samhälle är Fort Augustus, 10,9 km nordost om Invergarry. I omgivningarna runt Invergarry växer i huvudsak blandskog.